# Leora Dana
Leora Dana (* 1. April 1923 in New York City; † 13. Dezember 1983 ebenda) war eine US-amerikanische Schauspielerin.

## Leben und Karriere
Dana studierte am Barnard College und später Schauspiel an der Royal Academy of Dramatic Art in London. Für ihr Broadway-Debüt in Die Irre von Chaillot im Jahr 1948 gewann sie den Clarence Derwent Awards. In den folgenden Jahrzehnten konnte sie sich mit zahlreichen Theaterrollen in New York Anerkennung verschaffen, unter anderem in neun Broadway-Produktionen. Für ihren Auftritt in James Prideauxs Stück The Last of Mrs. Lincoln über die letzten Lebensjahre von Mary Todd Lincoln wurde Dana 1973 mit dem Tony Award als Beste Nebendarstellerin ausgezeichnet.
Ab 1950 wirkte Dana regelmäßig an Fernsehproduktionen mit. Ihre erste große Filmrolle übernahm sie 1957 in dem Westernklassiker Zähl bis drei und bete von Delmer Daves, in dem sie die leidgeprüfte Ehefrau des von Van Heflin verkörperten Farmers darstellte. Ein Jahr später erfolgte eine erneute Zusammenarbeit mit Daves bei dem Melodram Rivalen, ebenfalls 1958 hatte sie eine markante Nebenrolle in Vincente Minnellis Verdammt sind sie alle. Während sie nur in einigen Fernsehproduktionen Hauptrollen bekam, verlegte sich die Charakterdarstellerin erfolgreich auf substanzielle Nebenrollen. Sie spielte etwa die Mutter Oberin in dem letzten Elvis-Presley-Film Ein himmlischer Schwindel (1969) und verkörperte jeweils die Ehefrau von Karl Maldens Figur in den Filmen Alle lieben Pollyanna (1960) und Missouri (1971). Einen ihrer letzten Auftritte übernahm Dana, die praktisch bis zu ihrem Tod als Schauspielerin arbeitete, in dem Horrorstreifen Amityville III aus dem Jahr 1983.
Dana war von 1950 bis 1958 mit dem österreichisch-amerikanischen Schauspieler Kurt Kasznar verheiratet, die kinderlose Ehe wurde geschieden. Im Dezember 1983 starb Dana im Alter von 60 Jahren an einer Krebserkrankung.

## Filmografie (Auswahl)
- 1950–1952: The Philco Television Playhouse (Fernsehserie, 5 Folgen)
- 1953–1956: Armstrong Circle Theatre (Fernsehserie, 5 Folgen)
- 1953–1958: Kraft Television Theatre (Fernsehserie, 7 Folgen)
- 1954: Das Tal der Könige (Valley of the Kings)
- 1956–1959: Alfred Hitchcock präsentiert (Alfred Hitchcock Presents, Fernsehserie, 3 Folgen)
- 1956–1962: The United States Steel Hour (Fernsehserie, 4 Folgen)
- 1957: Zähl bis drei und bete (3:10 to Yuma)
- 1958: Rivalen (Kings Go Forth)
- 1958: Verdammt sind sie alle (Some Came Running)
- 1959: Abenteuer im wilden Westen (Dick Powell’s Zane Grey Theater, Fernsehserie, Folge 4x09)
- 1960: Zwischenfall an der Ecke (Incident at a Corner, Fernsehfilm)
- 1960: Alle lieben Pollyanna (Pollyanna)
- 1961: The Working Mother (Fernsehfilm)
- 1961: Preston & Preston (The Defenders, Fernsehserie, Folge 1x11)
- 1963: Der Kommodore (A Gathering of Eagles)
- 1966: Die Clique (The Group)
- 1968: Der Frauenmörder von Boston (The Boston Strangler)
- 1969: Ein himmlischer Schwindel (Change of Habit)
- 1970: Tora! Tora! Tora!
- 1971: Missouri (Wild Rovers)
- 1976: Die Chronik der Adams (Adams Chronicles, Miniserie, 3 Folgen)
- 1977: Seventh Avenue – Straße der Mode (Seventh Avenue, Miniserie, eine Folge)
- 1978: Der Fluch des Hauses Dain (Dain Curse, Miniserie, eine Folge)
- 1982: Du oder beide (Shoot the Moon)
- 1983: Baby It’s You
- 1983: Amityville III (Amityville 3-D)
- 1984: Alles ist vergänglich (Nothing Lasts Forever)